# Erich von Diller

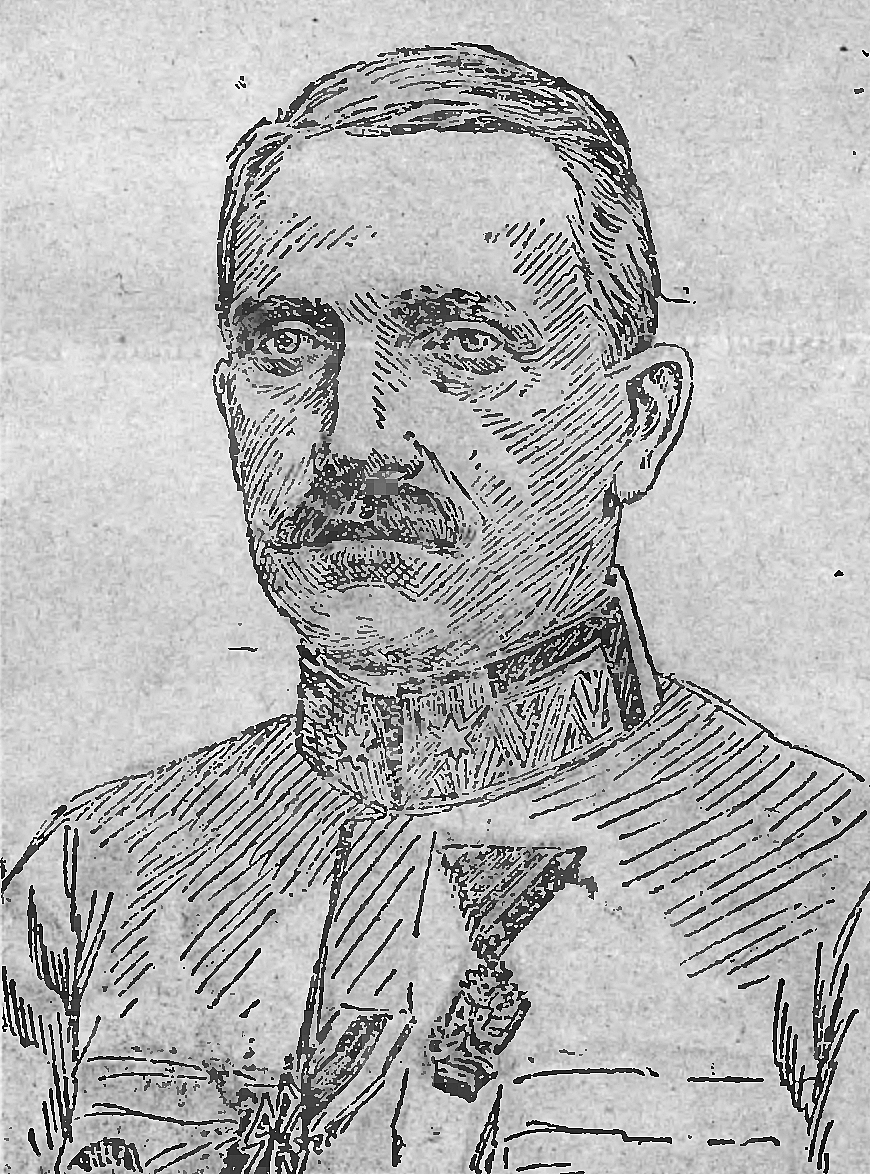
Erich von Diller (1916)

Erich Heinrich Friedrich Wilderich von Diller (ur. 12 czerwca 1859 w Wiedniu, zm. 17 listopada 1926 w gminie Branky na Morawach) – wojskowy i urzędnik austriacki, generał major kawalerii,  Wojskowy Generał-Gubernator w Polsce i Namiestnik Galicji.

## Życie
Ukończył szkołę średnią w Wiedniu a następnie studiował prawo na uniwersytecie w Lipsku i nauki polityczne na uniwersytecie wiedeńskim (1881-1883). Następnie pracował jako urzędnik w namiestnictwie morawskim, początkowo jako stażysta a potem koncypista. W 1889 r. rozpoczął służbę w armii austriackiej. Po ukończeniu Szkoły Wojennej przy Sztabie Generalnym służył jako porucznik 4. Pułku dragonów (1882-1895), a następnie jako kapitan w 7. pułku dragonów (1895-1902) i podpułkownik w 1 pułku dragonów (1902-1909). Od 1909 pułkownik i dowódca 3. pułku ułanów (1910-1914). Jego jednostki kwaterowały wówczas w Galicji, gdzie utrzymywał żywe kontakty towarzyskie z polskim ziemiaństwem, poznając język polski i galicyjskie realia.
Po wybuchu I wojny został dowódcą 16. brygady kawalerii w ramach 3. Armii. Stopień generalski otrzymał we 6 września 1914 r. Następnie Tymczasowy Wojskowy Gubernator w Kielcach dla obszaru etapowego 1. Armii (17 maja - 25 sierpnia 1915), a potem Wojskowy Generał-Gubernator w Polsce z siedzibą w Kielcach i w Lublinie (25 sierpnia 1915 - 8 kwietnia 1916). Od 1915 był tajnym radcą. Na podległym sobie obszarze zezwolił m.in. na stworzenie sieci polskich organizacji samopomocowych podległych Głównego Komitetu Ratunkowego w Lublinie. Naczelna Komenda Armii zarzucała mu zbytnią życzliwość dla ludności polskiej i nie dość energiczną eksploatację okupowanego terenu. Od 9 kwietnia 1916 do 29 lutego 1917 r. Namiestnik Galicji nominowany przez ces. Franciszka Józefa. Przez nowego cesarza Karola I został odwołany w lutym 1917 r. a następnie 1 kwietnia 1917 r. zwolniony z czynnej służby wojskowej. Od 26 czerwca 1917 r. członek austriackiej Izby Panów, należał do prawicy.

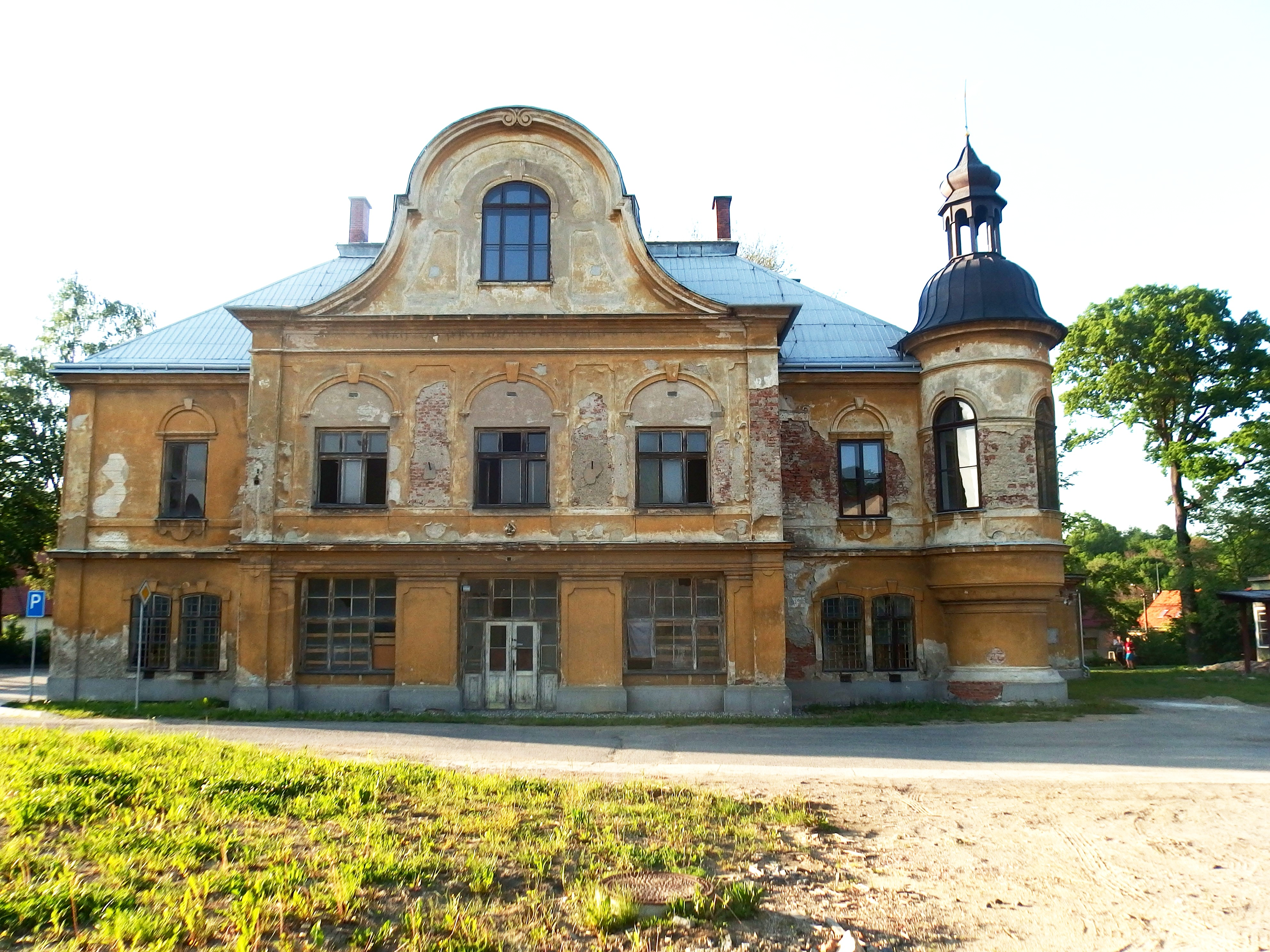
Zamek w Branku (stan obecny)

W okresie międzywojennym mieszkał wraz z rodziną w zakupionym przez niego w 1916 od  właściciela jednej z największych fabryk powozów w Austro-Węgrzech - Jana Weigela majątku i zamku Branek na Morawach, gdzie zmarł. W 1930 jego syn Franz-Josef von Diller sprzedał majątek Branek Janowi Křižananowi przedsiębiorcy i właścicielowi fabryki w Valašské Meziříčí. 

## Rodzina
Rodowity wiedeńczyk, pochodził ze zubożałej arystokratycznej rodziny, posiadającej tytuł barona (Freiherr), syn majora Georga von Diller (1818-1864) i Elisabeth von Rothkirch und Panthen (1822-1894). Był między innymi bratankiem feldmarszałka Heinricha Hessa (1788–1870) i stąd część rodziny używała nazwiska Hess-Diller. Mąż  córki wybitnego brneńskiego przemysłowca Karela Offermanna (1820–1894), Elise Antonii (1859-1929,) z którą miał syna oficera armii austriackiej Franza-Josefa von Diller (1887-1946) oraz córki  Elizabeth (1885–1944) i Marie Gisele (1888–1932).

## Odznaczony
- Order Żelaznej Korony III. klasy (1915)
- Krzyż Wielki Orderu Franciszka Józefa (1916).